# Azizbek Haydarov
Azizbek Haydarov (Tashkent, 8 luglio 1985) è un ex calciatore uzbeko, di ruolo centrocampista.

## Palmarès

### Club
- Campionato uzbeko: 3

Bunyodkor: 2008, 2009, 2010
- Coppa dell'Uzbekistan: 2

Bunyodkor: 2008, 2010
- Coppa dei Campioni del Golfo: 2

Al-Shabab: 2011, 2015